# Papuabergduva
Papuabergduva (Gymnophaps albertisii) är en fågel i familjen duvor inom ordningen duvfåglar.

## Utseende och läte
Papuabergduvan är en stor och långstjärtad duva. Den är blågrå på ovansida, huvud och strupe. Bröstet är gräddfärgat och buken mörk. Kring ögat har den tydligt röd bar hud. På stjärten syns ljus spets. Ungfåglar har roströd panna och brunt bröst. Den är vanligen tystlåten, men kan ibland avge ett dkupt "wooom" och en darrande vissling.

## Utbredning och systematik
Papuabergduvan förekommer på Nya Guinea, men också i Bismarckarkipelagen samt på öarna Yapen och Bacan. Den delas in i två underarter med följande utbredning:
- Gymnophaps albertisii exsul – bergsskogar på Bacan (norra Moluckerna)
- Gymnophaps albertisii albertisii – Yapen, Nya Guinea och Bismarckarkipelagen

Utbredningsområde för papuabergduvan.

## Levnadssätt
Papuabergduvan hittas i skogsområden, huvudsakligen i bergstrakter men även i låglänta områden. Den är en social fågel som ofta ses i högt flygande flockar ovan trädtaket.

## Status och hot
Arten har ett stort utbredningsområde, men tros minska i antal, dock inte tillräckligt kraftigt för att den ska betraktas som hotad. Internationella naturvårdsunionen IUCN listar arten som nära hotad (LC).

## Namn
Fågelns vetenskapliga artnamn hedrar Luigi Maria d'Albertis (1841-1901), italiensk botaniker, zoolog och etnolog verksam i Ostindien och på Nya Guinea 1871-1878.